# Lista över singelettor i Schweiz 1982
Lista over singelettor i Schweiz 1982.

## Singlar
| Datum        | Låt                                                 | Artist                                         |
| ------------ | --------------------------------------------------- | ---------------------------------------------- |
| 3 januari    | "Sharazan"                                          | Al Bano och Romina Power                       |
| 10 januari   | "Sharazan"                                          | Al Bano och Romina Power                       |
| 17 januari   | "Sharazan"                                          | Al Bano och Romina Power                       |
| 24 januari   | "Sharazan"                                          | Al Bano och Romina Power                       |
| 31 januari   | "Cambodia"                                          | Kim Wilde                                      |
| 7 februari   | "Cambodia"                                          | Kim Wilde                                      |
| 14 februari  | "Rock'n' Roll Gypsy"                                | Helen Schneider                                |
| 21 februari  | "Oh Julie"                                          | Shakin' Stevens                                |
| 28 februari  | "Oh Julie"                                          | Shakin' Stevens                                |
| 7 mars       | "Oh Julie"                                          | Shakin' Stevens                                |
| 14 mars      | "Oh Julie"                                          | Shakin' Stevens                                |
| 21 mars      | "Oh Julie"                                          | Shakin' Stevens                                |
| 28 mars      | "Skandal im Sperrbezirk"                            | Spider Murphy Gang                             |
| 4 april      | "Skandal im Sperrbezirk"                            | Spider Murphy Gang                             |
| 11 april     | "I'll Find My Way Home"                             | Jon and Vangelis                               |
| 18 april     | "I'll Find My Way Home"                             | Jon and Vangelis                               |
| 25 april     | "I'll Find My Way Home"                             | Jon and Vangelis                               |
| 2 maj        | "Ein bißchen Frieden"                               | Nicole                                         |
| 9 maj        | "Ein bißchen Frieden"                               | Nicole                                         |
| 16 maj       | "Ein bißchen Frieden"                               | Nicole                                         |
| 23 maj       | "Ein bißchen Frieden"                               | Nicole                                         |
| 30 maj       | "Ein bißchen Frieden"                               | Nicole                                         |
| 6 juni       | "Ein bißchen Frieden"                               | Nicole                                         |
| 13 juni      | "Da da da ich lieb dich nicht du liebst mich nicht" | Trio                                           |
| 20 juni      | "Da da da ich lieb dich nicht du liebst mich nicht" | Trio                                           |
| 27 juni      | "Da da da ich lieb dich nicht du liebst mich nicht" | Trio                                           |
| 4 juli       | "Da da da ich lieb dich nicht du liebst mich nicht" | Trio                                           |
| 11 juli      | "Da da da ich lieb dich nicht du liebst mich nicht" | Trio                                           |
| 18 juli      | "Down Under"                                        | Men at Work                                    |
| 25 juli      | "Down Under"                                        | Men at Work                                    |
| 1 augusti    | "Down Under"                                        | Men at Work                                    |
| 8 augusti    | "Down Under"                                        | Men at Work                                    |
| 15 augusti   | "Abracadabra"                                       | Steve Miller Band                              |
| 22 augusti   | "Abracadabra"                                       | Steve Miller Band                              |
| 29 augusti   | "Abracadabra"                                       | Steve Miller Band                              |
| 5 september  | "Abracadabra"                                       | Steve Miller Band                              |
| 12 september | "Abracadabra"                                       | Steve Miller Band                              |
| 19 september | "Abracadabra"                                       | Steve Miller Band                              |
| 26 september | "Hard to Say I'm Sorry"                             | Chicago                                        |
| 3 oktober    | "I Know There's Something Going On"                 | Frida                                          |
| 10 oktober   | "I Know There's Something Going on"                 | Frida                                          |
| 17 oktober   | "Words"                                             | F.R. David                                     |
| 24 oktober   | "Words"                                             | F.R. David                                     |
| 31 oktober   | "Words"                                             | F.R. David                                     |
| 7 november   | "Words"                                             | F.R. David                                     |
| 14 november  | "Words"                                             | F.R. David                                     |
| 21 november  | "Words"                                             | F.R. David                                     |
| 28 november  | "Come on Eileen"                                    | Dexys Midnight Runners and The Emerald Express |
| 5 december   | "Come on Eileen"                                    | Dexys Midnight Runners and The Emerald Express |
| 12 december  | "Do You Really Want to Hurt Me"                     | Culture Club                                   |
| 19 december  | "Do You Really Want to Hurt Me"                     | Culture Club                                   |
| 26 december  | "Do You Really Want to Hurt Me"                     | Culture Club                                   |

## 1982 års årsslutlista

### Singles
| Placering | Artist                           | Titel                                               | Topplacering |
| --------- | -------------------------------- | --------------------------------------------------- | ------------ |
| 1         | F.R. David                       | "Words"                                             | 1            |
| 2         | Jon and Vangelis                 | "I'll Find My Way Home"                             | 1            |
| 3         | Trio                             | "Da da da ich lieb dich nicht du liebst mich nicht" | 1            |
| 4         | Shakin' Stevens                  | "Oh Julie"                                          | 1            |
| 5         | Chicago                          | "Hard to Say I'm Sorry"                             | 1            |
| 6         | OMD                              | "Maid of Orleans (The Waltz Joan of Arc)"           | 4            |
| 7         | Men at Work                      | "Down Under"                                        | 1            |
| 8         | Nicole                           | "Ein bißchen Frieden"                               | 1            |
| 9         | Steve Miller Band                | "Abracadabra"                                       | 1            |
| 10        | Paul McCartney och Stevie Wonder | "Ebony and Ivory"                                   | 2            |